# 圣马丹叙勒普雷
圣马丹叙勒普雷（法語：Saint-Martin-sur-le-Pré，法語發音：[sɛ̃ maʁtɛ̃ syʁ lə pʁe]）是法国马恩省的一个市镇，属于香槟沙隆区。

## 地名
法语词“sur”意为“在……上方”，在地名中常接河名，此时地名按“XXX河畔XXX”译，但此处的“勒普雷”（le Pré）并不是河名，而是意为“草地”的法语词（le为定冠词），“Saint-Martin-sur-le-Pré”一名意为“草地上的圣马丹”。
法语人名在日常人名译名以及《世界人名翻譯大辭典》、《法语姓名译名手册》等主流人名译名类书籍资料中多译作“马丁”，不过在《世界地名翻译大辞典》、《世界地名译名词典》和《法国地图册》等主流地名译名类书籍资料中多译作“马丹”。

## 地理
圣马丹叙勒普雷（48°58'37"N, 4°20'19"E）面积11.89 平方千米，位于法国大東部大區马恩省，该省份为法国东北部内陆省份，北起阿登省，西北接埃纳省，西南接塞纳-马恩省，南至奥布省，东南接上马恩省，东临默兹省。
与圣马丹叙勒普雷接壤的市镇（或旧市镇、城区）包括：香槟地区沙隆、莱皮讷、法尼耶尔、勒西、圣艾蒂安欧唐普勒。
圣马丹叙勒普雷的时区为UTC+01:00、UTC+02:00（夏令时）。

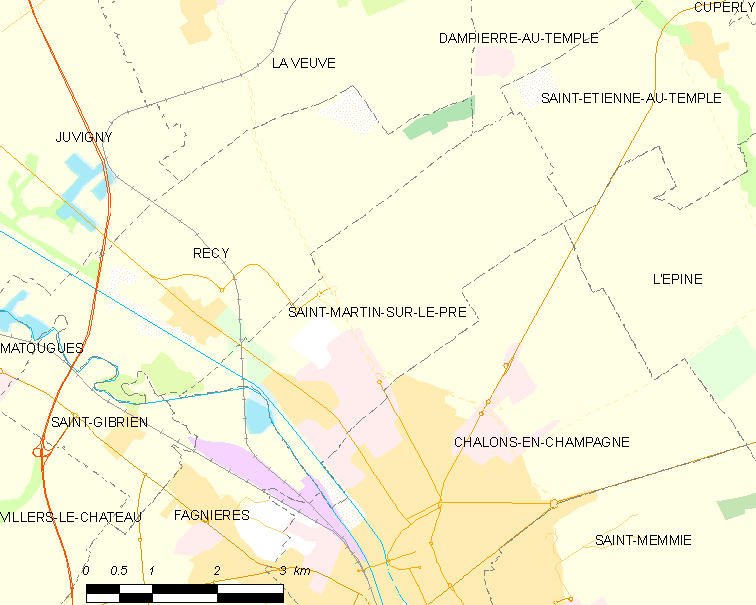
圣马丹叙勒普雷的OSM定位图

## 行政
圣马丹叙勒普雷的邮政编码为51520，INSEE市镇编码为51504。

## 政治
圣马丹叙勒普雷所属的省级选区为香槟沙隆第二县。

## 人口

1962-2008年间圣马丹叙勒普雷人口变化图示

圣马丹叙勒普雷于2022年1月1日时的人口数量为794人。